# سندمیل
سندمیل (به انگلیسی: Sendmail) نرم‌افزاری همه‌منظوره برای ارسال و تبادل ایمیل است که از بسیاری از روش‌های فرستادن ایمیل از جمله SMTP (که برای تبادل ایمیل بر روی بستر اینترنت استفاده می‌شود) پشتیبانی می‌کند. این برنامه از نوادگان برنامه قدیمی‌تری به نام دلیورمیل (به انگلیسی: delivermail) است و توسط اریک آلمن نوشته شده است. سندمیل یکی از شناخته‌شده‌ترین پروژه‌های نرم‌افزاری آزاد و متن‌باز است. این برنامه هم به صورت یک نرم‌افزار آزاد و هم به صورت نرم‌افزار انحصاری منتشر می‌شود.
اریک آلمن برنامه‌ای به نام delivermail را برای آرپانت نوشته بود که به همراه نسخه‌های ۴٫۰ و ۴٫۱ بی‌اس‌دی عرضه شد. او در اوایل دهه ۱۹۸۰ برنامه سندمیل را به عنوان یکی از مشتقات دلیورمیل، در دانشگاه برکلی نوشت. برنامه سندمیل به همراه سیستم‌عامل بی‌اس‌دی 4.1c که اولین نسخه از بی‌اس‌دی بود که از TCP/IP پشتیبانی می‌کرد، عرضه شد.
در سال ۲۰۰۱، حدود ۴۲ درصد از سرویس‌دهنده ایمیل عمومی از برنامه سندمیل استفاده می‌کردند. آمارگیری‌های بعدی، نشاندهنده افت میزان استفاده از این برنامه بود، بطوریکه در یک آمارگیری که در سال ۲۰۱۳ توسط E-Soft, Inc انجام شده بود، تنها ۱۰٫۸۶ درصد از این برنامه استفاده می‌کردند.